# Newtown (Powys)

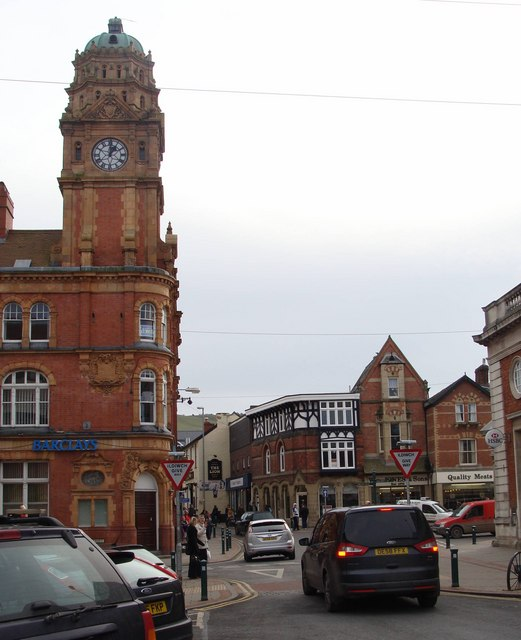
Newtown (contea di Powys, Galles): le principali arterie stradali del centro cittadino

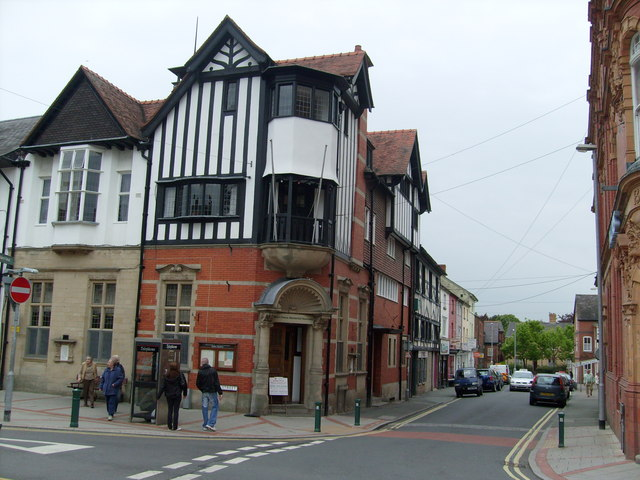
Newtown: il Robert Owen Museum, il museo dedicato all'imprenditore e sindacalista Robert Owen

Newtown (in gallese: Y Drenewydd; 11.000 ab.ca.) è una cittadina del Galles centro-orientale, facente parte della contea del Powys (contea tradizionale: Montgomeryshire) e situata lungo il corso del fiume Severn.
Principale centro della contea, era un tempo anche un importante centro per l'industria tessile, tanto da guadagnarsi l'appellativo di "Leeds del Galles".

## Geografia fisica

### Collocazione
Newtown (da non confondere con l'omonimo ex-sobborgo di Cardiff) si trova quasi esattamente al centro della contea di Powys a non molti chilometri dal confine con la contea inglese dello Shropshire e ad ovest/nord-ovest delle Shropshire Hills ed è situata all'incirca a metà strada tra le località di Welshpool e Llandrindod Wells (rispettivamente a sud della prima e a nord della seconda).

## Società

### Evoluzione demografica
Al censimento del 2001, Newtown contava una popolazione di 10.783 abitanti.

## Storia

### Il passato industriale
Nel XIX secolo, Newton fu un centro tessile di rilevanza nazionale, in particolare per l'industria della flanella.
Nacque a Newtown anche la prima industria per corrispondenza al mondo, la ditta tessile Pryce-Jones.

Inoltre, nei dintorni di Newtown, a Carno, aprì il suo primo negozio in Galles la stilista Laura Ashley (1925-1985).

## Edifici e luoghi d'interesse

### Textile Museum
Il Textile Museum ("Museo tessile"), ubicato in Commercial Street, ripercorre l'epoca d'oro in cui la città era un importante centro dell'industria tessile.

Vi sono esposti, tra l'altro, vecchi telai a mano ed esemplari di flanella e lana.

### Robert Owen Museum
Il Robert Owen Museum, situato all'interno del municipio, è dedicato a quello che è probabilmente il cittadino più famoso della città, vale a dire l'imprenditore e sindacalista Robert Owen (1771-1838).

### Castello
Non rimane più nulla invece del castello che si trovava su una collinetta che sovrasta la città. e che fu costruito nella seconda metà del XIII secolo per proteggere il vicino confine.

## Sport
- Newtown AFC, squadra di calcio[6]
- Newtown RFC, squadra di rugby[7]

## Amministrazione

### Gemellaggi
- Les Herbiers, Francia[8]